# Certificate of good standing (Medizin)
Als Certificate of good standing (deutsch: Unbedenklichkeitsbescheinigung), auch Certificate of Current Professional Status bezeichnet man eine Unbedenklichkeitsbescheinigung. Sie wird unter anderem benötigt für Personen, die in Deutschland eine Ausbildung in akademischen und nichtakademischen Gesundheits-, Pflege- und Sozialberufen absolviert haben und eine Tätigkeit im Ausland aufnehmen wollen.

## Inhalt
Das Certificate of good Standing (COG) ist eine Bescheinigung auf Grundlage der Berufsanerkennungs-Richtlinie des Europäischen Parlamentes und Europäischen Rates vom 7. September 2005. Sie bestätigt den rechtmäßigen Erhalt einer Erlaubnisurkunde für die Berufsausübung sowie die Tatsache,  dass diese von der zuständigen Behörde weder zum Ruhen gebracht noch entzogen worden ist.

## Ausstellende Institution
Die Zuständigkeit für die Ausstellung der Bescheinigung richtet sich nach dem Ort der letzten Beschäftigung. Zuständig sind im allgemeinen Bezirksregierungen oder andere Behörden.